# Безстічні западини
Безсті́чні запа́дини — поглиблення на земній поверхні, підвищені краї, що мають з усіх боків, перешкоджають відтоку за межі западини. Води, позбавлені відтоку, можуть тільки випаровуватися, унаслідок чого підвищується їх мінералізація. У районах з сухим кліматом безстічні западини часто дають початок утворенню солоних озер.